# 로라 부시
로라 레인 웰치 부시(영어: Laura Lane Welch Bush, 1946년 11월 4일 ~ )는 미국의 제43대 대통령인 조지 W. 부시의 부인이다. 텍사스주 미들랜드 출신으로, 텍사스 대학교에서 문헌정보학을 전공한 후 여러 도서관에서 사서로 근무하다가, 조지 W. 부시와 1977년 결혼하였다. 결혼 후 남편의 사업과 정치 활동을 내조하고, 쌍둥이 딸을 키우는 주부로 지냈다. 2000년 대통령 선거에서 그의 지적이면서도 조용한 이미지가 남편의 대통령 당선에 기여했다는 평가를 받았다. 남편이 대통령으로 재직하던 2001년부터 2009년까지 영부인 직을 수행하였다.

## 같이 보기
- 조지 W. 부시
- 조지 H. W. 부시